# Chryseofusus subangulatus
Chryseofusus subangulatus is een slakkensoort uit de familie van de Fasciolariidae. De wetenschappelijke naam van de soort is voor het eerst geldig gepubliceerd in 1901 door Martens.